# Виверровые
Виве́рровые (лат. Viverridae) — семейство млекопитающих из отряда хищных. Было названо и впервые описано Джоном Эдвардом Греем в 1821 году. В ходе молекулярно-филогенетических исследований, развернувшихся на рубеже XX—XXI веков, было показано, что семейство виверровых в его традиционном объёме является парафилетической группой, и из его состава были выделены семейства Nandiniidae (с единственным видом Nandinia binotata — базальная группа кошкообразных), Prionodontidae (с единственным родом Prionodon, оказавшееся сестринской группой для Felidae), мангустовые и мадагаскарские виверры.

## Общее описание
Это, как правило, небольшие стройные животные с короткими лапами и длинным хвостом, обитающие на деревьях. Своим обликом многие виверровые напоминают куньих или кошачьих (с последними имеют отдалённое родство, уходящее в ранний палеоген). Длина тела варьирует от 30 до 98 см, хвоста — 12—90 см, масса от 1 до 15 кг. Туловище вытянутое, мускулистое и гибкое. Длина хвоста у многих видов равна длине тела. У бинтуронга хвост хватательный. Шея средней длины, голова небольшая с удлинённой, заострённой мордочкой. Уши невысокие и широко расставленные. Глаза довольно большие. Конечности пятипалые, пальцеходящие или стопоходящие.
Волосяной покров низкий, довольно грубый. Преобладает бурая расцветка с пёстрыми узорами, состоящими из полос и пятен. Хвост часто имеет кольчатый рисунок. У некоторых родов (Civettictis, Viverra, Viverricula) имеются особые железы, расположенные в анальной области и выделяющие пахучий секрет цибетин. Количество зубов у виверровых 32—40.

## Распространение
Виверровые распространены в тропиках Старого Света: в Южной Европе (Пиренейский полуостров), Африке, на Мадагаскаре, в Средиземноморье и в Южной и Юго-Восточной Азии, включая Индонезию и Филиппины. Гималайская цивета была акклиматизирована в Японии.
Также представлены за линией Уоллеса. Их появление на Сулавеси и на некоторых прилегающих островах показывает, что они были древними обитателями тропиков Старого Света.

## Образ жизни
Встречаются преимущественно в лесах, зарослях кустарника и высокой травы. Активны ночью; днём укрываются в дуплах деревьев, пещерах, реже в норах, обычно занимая чужие. Некоторые живут в постройках человека. Встречаются поодиночке или парами. Лучше всех хищных лазают по деревьям; некоторые виды проводят на них большую часть своей жизни. Водяная генетта (Genetta piscivora) и выдровая циветта (Cynogale bennettii) — полуводные животные. По типу питания большинство виверровых всеядны; в их рационе присутствует пища как животного, так и растительного происхождения: различные мелкие позвоночные и беспозвоночные (черви, ракообразные, моллюски), плоды, орехи, луковицы. Некоторые виды поедают падаль. Органы чувств хорошо развиты.
У большинства видов сезонность в размножении отсутствует. Беременность длится 60—81 день. В помёте от 1 до 6 слепых, но покрытых шерстью детёнышей. У некоторых видов в году бывает 2 помёта. Продолжительность жизни у виверровых — 5—15 лет.
В целом, биология и экология отдельных видов изучены слабо.

## Значение для человека
Многие виверровые — объект охоты и разведения в неволе. Добывают их ради пушистого меха и съедобного мяса, но преимущественно ради цибетина, который применяется в парфюмерной промышленности и медицине. Одним из излюбленных кормов циветт являются кофейные ягоды; из семян, прошедших пищеварительный тракт животного, в Индонезии получают один из самых дорогих сортов кофе, Копи Лювак.
В 2003 году китайские учёные выявили, что вирус, обнаруженный в крови у гималайских цивет, совпадает с коронавирусом, вызывающим атипичную пневмонию. Опыты показали, что генетически эти две формы вирусов схожи на 99,8 %. Таким образом, возможно, что SARS передаётся к человеку от цивет, чьё мясо считается деликатесом в китайской кухне.
Семь видов виверровых занесены в Международную Красную книгу; из них:
- цивета Оустона (Chrotogale owstoni), калимантанская цивета (Diplogale hosei), сулавесская цивета (Macrogalidia musschenbroekii) и южноиндийский мусанг Paradoxurus jerdoni — со статусом уязвимый вид (vulnerable),
- выдровая цивета (Cynogale bennettii) и Genetta cristata — со статусом вымирающий вид (endangered),
- Малабарская цивета (Viverra civettina) — как вид в критическом состоянии (critically endangered)

## Классификация
База данных Американского общества маммологов (ASM Mammal Diversity Database, v. 1.11) признаёт 36 современных видов виверровых, объединяемых в 14 родов и 4 подсемейства:
- Подсемейство Genettinae
  - Genetta — Генетты
    - Genetta abyssinica — Эфиопская генета
    - Genetta angolensis — Ангольская генета
    - Genetta bourloni
    - Genetta cristata — Гребенчатая генета
    - Genetta felina
    - Genetta fieldiana
    - Genetta genetta — Обыкновенная генета
    - Genetta johnstoni — Генета Джонстона
    - Genetta pardina — Лесная генета
    - Genetta piscivora — Водяная циветта
    - Genetta poensis
    - Genetta servalina — Серваловая генета
    - Genetta thierryi — Западноафриканская генета
    - Genetta tigrina — Тигровая генета
    - Genetta victoriae — Центральноафриканская генета

  - Poiana — Африканские линзанги
    - Poiana leightoni
    - Poiana richardsonii — Африканский линзанг
- Подсемейство Hemigalinae
  - Chrotogale — Циветы Оустона
    - Chrotogale owstoni — Цивета Оустона

  - Cynogale — Выдровые циветы
    - Cynogale bennettii — Выдровая цивета

  - Diplogale — Калимантанские циветы
    - Diplogale hosei — Калимантанская цивета

  - Hemigalus — Полосатые циветы
    - Hemigalus derbyanus — Полосатая цивета

  - Macrogalidia — Сулавесские циветы
    - Macrogalidia musschenbroekii — Сулавесская цивета
- Подсемейство Paradoxurinae
  - Arctictis — Бинтуронги
    - Arctictis binturong — Бинтуронг

  - Arctogalidia — Трёхполосые циветы
    - Arctogalidia trivirgata — Трёхполосая цивета

  - Paguma — Гималайские циветы
    - Paguma larvata — Гималайская цивета

  - Paradoxurus — Мусанги
    - Paradoxurus hermaphroditus — Мусанг
    - Paradoxurus jerdoni — Южноиндийский мусанг
    - Paradoxurus zeylonensis — Шри-ланкский мусанг
    - Paradoxurus musangus
    - Paradoxurus philippinensis
- Подсемейство Viverrinae
  - Civettictis — Африканские циветты
    - Civettictis civetta — Африканская циветта

  - Viverra — Циветты
    - Viverra civettina
    - Viverra megaspila — Крупнопятнистая цивета
    - Viverra tangalunga — Тангалунга
    - Viverra zibetha — Большая цивета

  - Viverricula — Малые циветы
    - Viverricula indica — Малая цивета

Пальмовую цивету (Nandinia binotata) в настоящее время выделяют в монотипическое семейство Nandiniidae. Родственные виверрам мангусты подсемейств Herpestinae и Galidiinae были выделены в отдельное семейство мангустовых. Подсемейство Prionodontinae, включающее в себя единственный род — азиатских линзангов, недавно было выделено в отдельное семейство Prionodontidae.